# Евсевий (Тюхлов)
Епископ Евсевий (в миру Константин Дмитриевич Тюхлов; 26 марта 1975, Жодино, Минская область, Белорусская ССР, СССР) — архиерей Белорусской православной церкви, епископ Друцкий, викарий 
Витебской епархии. Наместник Елисеевского Лавришевского мужского монастыря Новогрудской епархии (с 2009 года).
Тезоименитство — 22 июня (5 июля) (память священномученика Евсевия, епископа Самосатского).

## Биография
Родился 26 марта 1975 год в городе Жодино Минской области в православной семье. В 1976 году крещён в Воскресенском соборе города Борисов.
В 1991 году окончил среднюю школу № 6 города Жодино и поступил в Смиловичский совхоз-техникум по специальности техник-пчеловод. В 1994 году получил диплом с отличием. В 1994 году призван в ряды Вооружённых сил Белоруссии на срочную службу. Проходил службу в городе Борисове, в 1995 году уволен в запас.
В 1996—2001 годах обучался в Минской духовной семинарии.
В 1997 году вступил в число братии Успенского Жировичского ставропигиального мужского монастыря в качестве послушника. И нёс послушание на монастырской пасеке в качестве пчеловода.
В 1999 году наместником Жировичского монастыря епископом Новогрудским и Лидским Гурием (Апалько) пострижен в монашество с именем Евсевий в честь священномученика Евсевия, епископа Самосатского.
В 1999 году епископом Гурием хиротонисан во иеродиакона, а в 2001 году — во иеромонаха.
В 2006 году был келарем Жировичского монастыря.
С 2007 году выполнял послушание по возрождению Елисеевского Лавришевского мужского монастыря Новогрудской епархии. И в 2009 году решением Синода Белорусского экзархата назначен на должность наместника этой обители. После чего он был возведён в сан игумена. По инициативе игумена Евсевия с 2008 года при монастыре начала действовать воскресная школа и молодёжная группа, регулярно организовывается летний отдых для молодежных православных групп.
В 2014 году по благословению митрополита Минского и Заславского Павла поступил в магистратуру Минской духовной академии, которую окончил в 2017 году по специальности «Богословие», специализация «Церковная история», с присвоением степени магистра богословия.
С 2016 года выполнял епархиальные послушания на должностях благочинного монастырей, члена Епархиального совета и заместителя председателя архитектурного отдела Новогрудской епархии.
10 января 2017 года стал лауреатом премии Президента Республики Беларусь «За духовное возрождение», — за весомый вклад в духовно-нравственное и патриотическое воспитание молодежи, организацию деятельности мужского монастыря и оказание помощи людям в трудной жизненной ситуации, а также лицам, страдающим от наркомании и алкоголизма.
Трудами игумена Евсевия в 2018 году была завершена реконструкция главного монастырского храма в честь преподобного Елисея Лавришевского.

### Архиерейство
26 мая 2022 года Синод Белорусского Экзархата постановил представить игумена Евсевия (Тюхлова) Патриарху Московскому и всея Руси Кириллу и Священному Синоду Русской Православной Церкви к избранию для рукоположения в епископский сан.
27 мая 2022 года решением Священного Синода Русской православной церкви избран епископом Слуцким и Солигорским.
30 мая 2022 года в Свято-Духовом кафедральном соборе города Минска митрополитом Минским и Заславским Вениамином (Тупеко) возведён в сан архимандрита.
1 июня 2022 года в Тронном зале Храма Христа Спасителя в Москве наречён во епископа.
5 июня 2022 года за Литургией в Спасо-Евфросиниевском монастыре города Полоцка хиротонисан во епископа. Хиротонию совершили: Патриарх Московскому и всея Руси Кирилл, митрополит Минский и Заславский Вениамин (Тупеко), митрополит Воскресенский Дионисий (Порубай), митрополит Смоленский и Дорогобужский Исидор (Тупикин), архиепископ Витебский и Оршанский Димитрий (Дроздов), архиепископ Новогрудский и Слонимский Гурий (Апалько), архиепископ Могилевский и Мстиславский Софроний (Ющук), архиепископ Брестский и Кобринский Иоанн (Хома), архиепископ Гомельский и Жлобинский Стефан (Нещерет), архиепископ Гродненский и Волковысский Антоний (Доронин), епископ Бобруйский и Быховский Серафим (Белоножко); епископ Туровский и Мозырский Леонид (Филь), епископ Молодечненский и Столбцовский Павел (Тимофеенков), епископ Лидский и Сморгонский Порфирий (Преднюк), епископ Светлогорский Амвросий (Шевцов), епископ Пинский и Лунинецкий Георгий (Войтович).
Был назначен епископом Слуцким и Солигорским. Народ и местные власти достаточно тепло приняли благочестивого и мудрого нового епископа. После приёма дел и проведения разбирательств, в результате которых  вскрылась некомпетентность предыдущих лиц управлявших делами в Слуцкой епархии, косвенно виновным был назван и действующий патриарший экзарх, который временно управлял епархией в отсутствие епископа. 
В Минскую экзархию поступили ложные донесения на епископа Евсевия, от должностных церковных лиц ожидавших грядущего наказания, за свои финансовые махинации. Митрополит Минский и Заславский Вениамин (Тупеко), без проведения разбирательства принял решение перевести епископа Евсевия на новую должность - епископом Друцким, викарием Витебской епархии.
13 октября 2022 года решением Священного Синода Русской православной церкви назначен епископом Друцким, викарием Витебской епархии. 